# Biogénesis (The X-Files)
«Biogenesis» es el vigésimo segundo episodio y el final de la sexta temporada de la serie de televisión de ciencia ficción The X-Files. El episodio se emitió por primera vez en los Estados Unidos y Canadá el 16 de mayo de 1999 en la cadena Fox. Fue escrito por los productores ejecutivos Chris Carter y Frank Spotnitz, y dirigido por Rob Bowman. «Biogenesis» obtuvo una calificación Nielsen de 9,4, siendo visto por 15,86 millones de personas en su transmisión inicial. El episodio recibió críticas mixtas de los críticos.
El programa se centra en los agentes especiales del FBI Fox Mulder (David Duchovny) y Dana Scully (Gillian Anderson) que trabajan en casos relacionados con lo paranormal, llamados expedientes X. Mulder cree en lo paranormal, mientras que la escéptica Scully ha sido asignada para desacreditar su trabajo. En el episodio, Mulder y Scully investigan una extraña roca con escritura navajo encontrada en Costa de Marfil, y la muerte del científico africano involucrado. Si bien su aparición en Washington comienza a afectar la salud mental de Mulder, lo que lo lleva a recurrir a la agente Fowley en busca de ayuda; una Scully perturbada, decidida a refutar la teoría de que la vida en la Tierra comenzó con extraterrestres, se dirige a Nuevo México y encuentra a un Albert Hosteen agonizante, quien descubre que la roca incluye pasajes de la Biblia y un mapa del genoma humano. Mientras Mulder colapsa en una institución mental, Scully viaja inesperadamente a África.
«Biogenesis» fue un hito en la historia de la serie, junto con «The Sixth Extinction» y «The Sixth Extinction II: Amor Fati», e introdujo nuevos aspectos a la mitología general de la serie. El episodio fue escrito debido a la fascinación del creador de la serie Chris Carter con la posibilidad de que los extraterrestres estuvieran involucrados en las grandes extinciones que ocurrieron hace millones de años.

## Argumento
En una playa de Costa de Marfil, Solomon Merkmallen, profesor de biología, descubre un artefacto metálico con inscripciones. Cuando lo lleva a su oficina y lo coloca junto con un artefacto similar, los dos de repente se fusionan y vuelan por la habitación, incrustándose en una Biblia. Merkmallen luego viaja a los EE. UU. para reunirse con Steven Sandoz, un biólogo de la Universidad Americana que tiene un tercer artefacto. Sin embargo, es asesinado por un hombre que se hace pasar por Sandoz; cuando el verdadero Sandoz encuentra el cuerpo, huye.
El subdirector Walter Skinner asigna a los agentes Fox Mulder y Dana Scully para que investiguen la desaparición de Sandoz, dándoles una muestra del artefacto de Merkmallen. Mulder le dice a Skinner que tanto Merkmallen como Sandoz defendieron la panspermia, una teoría que sugiere un origen extraterrestre de la vida en la Tierra. Mulder comienza a sufrir de dolor de cabeza y no puede escuchar hablar a Scully, una condición aparentemente causada por la muestra. En la universidad, los agentes conocen al Dr. Barnes, decanato del departamento de Biología de la Universidad Americana (el hombre que se hizo pasar por Sandoz), quien profesa incredulidad en sus teorías. La condición de Mulder empeora, pero se niega a ir al hospital y, debido a sus aparentes habilidades telepáticas, se da cuenta de que Barnes asesinó a Merkmallen. Más tarde, en la oficina de Mulder, Chuck Burks les dice que los símbolos del artefacto son Navajo y que eran falsos.
En el apartamento de Sandoz, Mulder y Scully encuentran una foto de él con Albert Hosteen; también encuentran el cuerpo desmembrado de Merkmallen en una bolsa de basura. Los agentes informan a Skinner, y Mulder cree que Sandoz está siendo incriminado y que el artefacto emite radiación galáctica. También parece saber que alguien más está involucrado en el caso, pero Skinner permanece en silencio. Sin embargo, después de que los agentes se van, Skinner le entrega una cinta de video de su conversación a Alex Krycek, quien luego se la entrega a Barnes. Scully viaja a Nuevo México y descubre que Hosteen se está muriendo de cáncer; Scully se encuentra con Sandoz y lo acorrala. Sandoz afirma que Albert lo estaba ayudando a traducir los artefactos, que incluían pasajes de la Biblia. Mientras tanto, Mulder va a la universidad para seguir a Barnes, pero su dolor de cabeza lo supera y se desmaya en el hueco de la escalera.
Scully contacta a Mulder, quien ahora descansa en casa. Él cree que el artefacto prueba que la humanidad fue creada por extraterrestres. Diana Fowley, que está con Mulder, contacta al fumador. Se lleva a cabo una ceremonia de curación para Albert, pero Scully se ve obligada a irse cuando Skinner la contacta y le dice que Mulder ha sido hospitalizado en estado crítico. Mulder está detenido en una celda acolchada y muestra una actividad cerebral anormal. Después de enterarse de que Skinner sabe sobre su conversación anterior con Burks, Scully los denuncia tanto a él como a Fowley antes de irse. Está a punto de encontrar una cámara de vigilancia en la oficina de los expedientes X cuando recibe una llamada de Sandoz, quien le dice que el artefacto contiene información sobre la genética humana. Sandoz es asesinado por Krycek poco después. Scully luego se dirige a Costa de Marfil, donde descubre que el artefacto es parte de una gran nave espacial parcialmente enterrada en la playa.

## Producción

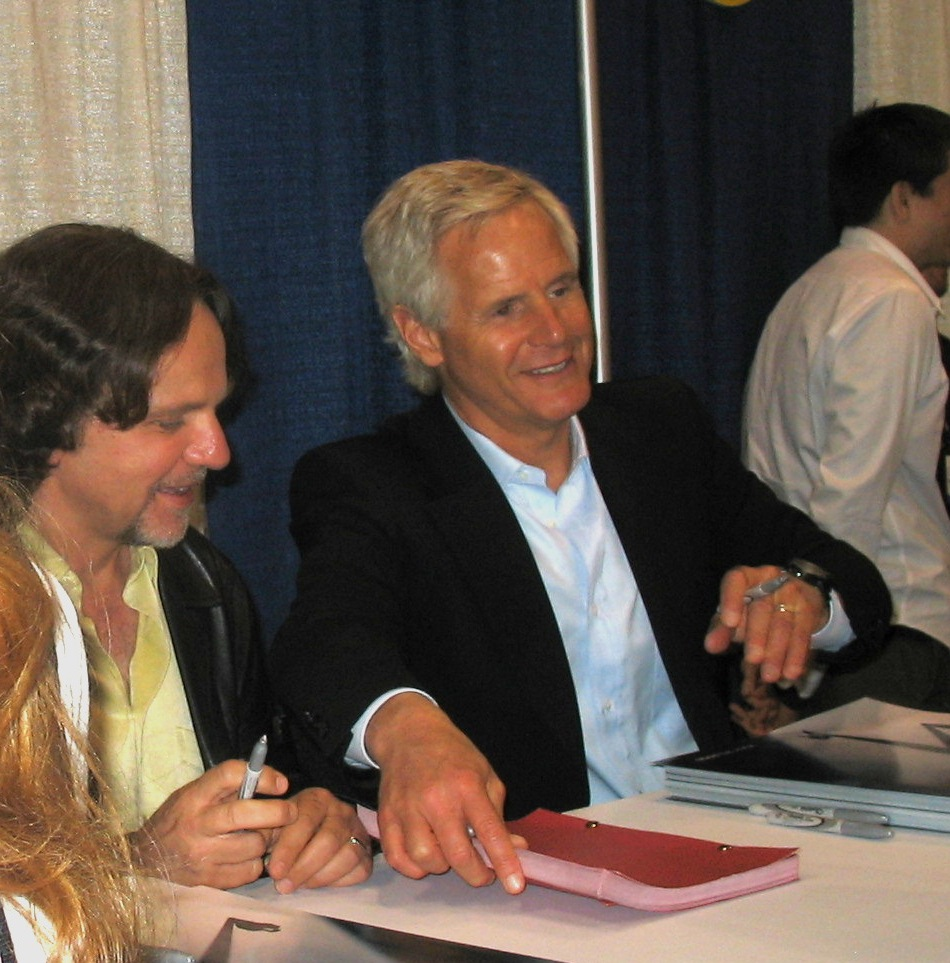
El creador de la serie Chris Carter (derecha) con el productor ejecutivo Frank Spotnitz (izquierda), los escritores de «Biogenesis».

«Biogenesis» inició una nueva rama de la mitología del programa, cuestionando el origen de la vida humana. El creador de la serie Chris Carter, que había estado interesado en la posibilidad de una participación extraterrestre en las grandes extinciones que ocurrieron hace millones de años, afirmó que al principio del programa se había reunido con un hombre que era una de las personas responsables de liderar el proyecto de mapear el genoma humano, que le interesó lo suficiente como para relacionarlo con la mitología extraterrestre del programa. La base científica para los extraterrestres fue un intento por parte de los escritores de unir las creencias divergentes de Mulder y Scully, lo que se profundizó en las últimas temporadas del programa. Frank Spotnitz afirmó que las ideas utilizadas en este episodio habían sido discutidas entre él y Carter durante algunos años y se habían vuelto más fáciles de mencionar después de concluir gran parte de la conspiración en los episodios de la sexta temporada «Two Fathers» y «One Son». Carter finalmente desarrolló el guion en Vancouver, Columbia Británica, Canadá mientras trabajaba en el piloto de su serie Harsh Realm y envió copias al equipo de producción por fax.
El profesor Solomon Merkmallen fue interpretado por Michael Chinyamurindi, quien había emigrado a los Estados Unidos diez años antes y había hecho una audición para el episodio de la cuarta temporada «Teliko». Se utilizó a varios inmigrantes africanos para interpretar a los pescadores que Scully conoce a lo largo de la costa africana. El acento anglófono de Chinyamurindi y los subtítulos que indican que los personajes en las escenas iniciales hablan suajili es un error significativo: Costa de Marfil, un país francófono, está al otro lado del continente africano tanto de los hablantes de suajili como del acento zimbabuense de Chinyamurindi. Las escenas de la Universidad fueron filmadas en Universidad de California en Los Ángeles, mientras que las escenas de la costa africana se filmaron en el Parque Estatal Leo Carrillo. Las condiciones climáticas significaron que el equipo solo tenía aproximadamente 45 minutos por día para filmar en esta última ubicación. La nave espacial se creó digitalmente y el efecto terminó costando aproximadamente 150 000 dólares. La escritura extraterrestre en los artefactos se basó en el incidente ovni de Kecksburg de 1965, cuando los residentes locales encontraron un objeto grande en el bosque con forma de bellota con una escritura que se asemejaba a los jeroglíficos egipcios. Hosteen Etsity, quien anteriormente ayudó en el episodio «The Blessing Way», supervisó el uso y la implementación de los símbolos navajos en este episodio.
Una gran parte del episodio se basó en la teoría de los antiguos astronautas, que propone que seres extraterrestres inteligentes visitaron la Tierra en la antigüedad o la prehistoria y se pusieron en contacto con los humanos. Frank Spotnitz comentó más tarde que estaba asombrado por la poca cantidad de correo negativo que recibió el programa, a pesar de que la historia de «Biogenesis»/«The Sixth Extinction»/«Amor Fati» insinuaba en gran medida que los extraterrestres fueron los creadores de la noción de Dios y la religión. Le dio crédito a la forma en que el programa manejó este tema delicado y dijo: «A menudo, en el pasado, hicimos cosas en las que estaba seguro de que recibiríamos cartas de enojo. Pero rara vez lo hacemos. Y la razón es por la forma en que manejamos las cosas. En “Amor Fati” tratamos el lado religioso con respeto». Los temas de los antiguos astronautas se revisaron más tarde en los dos episodios de la novena temporada «Provenance» y «Providence», aunque mucho menos prominentes.

## Recepción
«Biogenesis» se emitió por primera vez en los Estados Unidos el 16 de mayo de 1999. Este episodio obtuvo una calificación Nielsen de 9,4, con una participación de 14, lo que significa que aproximadamente el 9,4 por ciento de todos los hogares equipados con televisión y el 14 por ciento de los hogares viendo televisión, sintonizaron el episodio. Fue visto por 15,86 millones de espectadores. Fox promocionó el episodio con el lema «Has escuchado todas las teorías sobre cómo evolucionó el hombre... excepto una». El episodio se incluyó más tarde en The X-Files Mythology, Volume 3 – Colonization, una colección de DVD que contiene episodios relacionados con los planes de los colonizadores extraterrestres para apoderarse de la tierra.
Tom Kessenich, en su libro Examinations: An Unauthorized Look at Seasons 6–9 of the X-Files le dio al episodio una crítica positiva, escribiendo «“Biogenesis” nos dio un Mulder enloquecido, aliados y enemigos engañosos, un recuento de cadáveres en aumento, y Scully al borde de un descubrimiento sorprendente. Era puro X-Files y una excelente conclusión para una sexta temporada sobresaliente». La escritora de Den of Geek, Nina Sordi, clasificó a «Biogenesis», junto con «The Sixth Extinction» y «The Sixth Extinction II: Amor Fati», como el quinto mejor episodio de la serie, escribiendo, «es evidente que como [The X-Files] ha progresado, los episodios que rodean esas historias y los puntos de ruptura que Mulder y Scully soportaron los empujan más y más hacia una derrota total e irreversible. Esto es especialmente conmovedor cuando se ve este trío de episodios que provoca ansiedad». Monica S. Kuebler de la revista Exclaim llamó a «Biogenesis», junto con «The Sixth Extinction» y «Amor Fati», uno de los «mejores» episodios durante la fase de «colonización» del programa. La crítica del Michigan Daily, Melissa Runstrom, dijo que «Biogenesis», junto con «One Son» y «Two Fathers», fueron los aspectos más destacados de la sexta temporada.
Zack Handlen le otorgó al episodio una «B» y lo llamó «suficientemente loco al final que, al menos, realmente quiero saber qué sucede después». Disfrutó de la premisa básica, involucrando la idea de que los extraterrestres estaban activos en el desarrollo de la humanidad, comparándolo con la película de Stanley Kubrick 2001: A Space Odyssey y la película Prometheus de Ridley Scott. Sin embargo, Handlen, ya que estaba revisando la serie retrospectivamente, estaba un poco decepcionado de que la trama se abandonara en la temporada siguiente. Al final, señaló que la entrada era «ambiciosa, pero no tiene exactamente sentido, que es más o menos donde está [la mitología de The X-Files] ahora».
Otras reseñas fueron más críticas. Robert Shearman y Lars Pearson, en su libro Wanting to Believe: A Critical Guide to The X-Files, Millennium & The Lone Gunmen, calificaron el episodio con dos estrellas de cinco. Los dos criticaron duramente el episodio por reciclar argumentos y escribieron: «Con el Sindicato destruido, este episodio fue ampliamente promocionado como el comienzo de una nueva mitología fresca para el programa. Entonces, ¿por qué verlo da una sensación tan fuerte de déjà vu?» Paula Vitaris de Cinefantastique le dio al episodio una crítica en gran medida negativa y le otorgó una estrella y media de cuatro. Vitaris resumió el episodio como «si alguien tomara el guion de “Anasazi” (uno de los mejores episodios de X-Files) cambiara un poco la trama y luego la despojara de prácticamente todo interés humano».